# Live at Donington (album d'Iron Maiden)
Albums de Iron Maiden
A Real Dead One
(1993) The X Factor
(1995)
Live at Donington est le quatrième album en public et l'enregistrement de la seconde apparition du groupe britannique de heavy metal Iron Maiden au festival anglais Monsters of Rock England, à Donington, le 22 août 1992.
L'album sort le 8 novembre 1993, d'abord avec une couverture blanche, dans une édition en trois disques vinyles, réservée aux membres du fan club. Puis il est réédité en 1998 pour le grand public, en double CD, avec une couverture dans la lignée des autres réalisations du groupe, et enrichi de quatre vidéos (Afraid to Shoot Strangers, Heaven Can Wait, Hallowed Be Thy Name et Iron Maiden).
Comme souvent avec le groupe, il existe plusieurs pressages de cet album.
Ce concert est aussi disponible en DVD sous le titre Donington Live 1992, qui comprend les vingt mêmes titres.

## Liste des titres
Le répertoire est composé de vingt chansons :

### CD 1
1. Be Quick or Be Dead
2. The Number of the Beast
3. Wrathchild
4. From Here to Eternity
5. Can I Play with Madness
6. Wasting Love
7. Tailgunner
8. The Evil that Men Do
9. Afraid to Shoot Strangers
10. Fear of the Dark
11. Bring Your Daughter... to the Slaughter
12. The Clairvoyant
13. Heaven Can Wait

### CD 2
1. Run to the Hills
2. 2 Minutes to Midnight
3. Iron Maiden
4. Hallowed Be Thy Name
5. The Trooper
6. Sanctuary
7. Running Free

Cinq chansons tirées du dernier album du groupe Fear of the Dark y sont  jouées : Fear of the Dark, Afraid To Shoot Strangers, Wasting Love, Be Quick or Be Dead et From Here to Eternity.

## Musiciens
- Bruce Dickinson : chant
- Dave Murray : guitare
- Janick Gers : guitare
- Steve Harris : basse
- Nicko McBrain : batterie